# Środek buforujący
Środek buforujący – substancja chemiczna dodawana do żywności, a także składnik niektórych kosmetyków. Jego zadaniem jest utrzymywanie stałego odczynu pH produktu.